# Montpezat, Lot-et-Garonne
Montpezat är en kommun i departementet Lot-et-Garonne i regionen Nouvelle-Aquitaine i sydvästra Frankrike. Kommunen ligger i kantonen Prayssas som tillhör arrondissementet Agen. År 2022 hade Montpezat 562 invånare.

## Befolkningsutveckling
Antalet invånare i kommunen Montpezat
| Referens: INSEE |